# Sulingen
Sulingen är en stad i Landkreis Diepholz i förbundslandet Niedersachsen i Tyskland.